# 헤트만

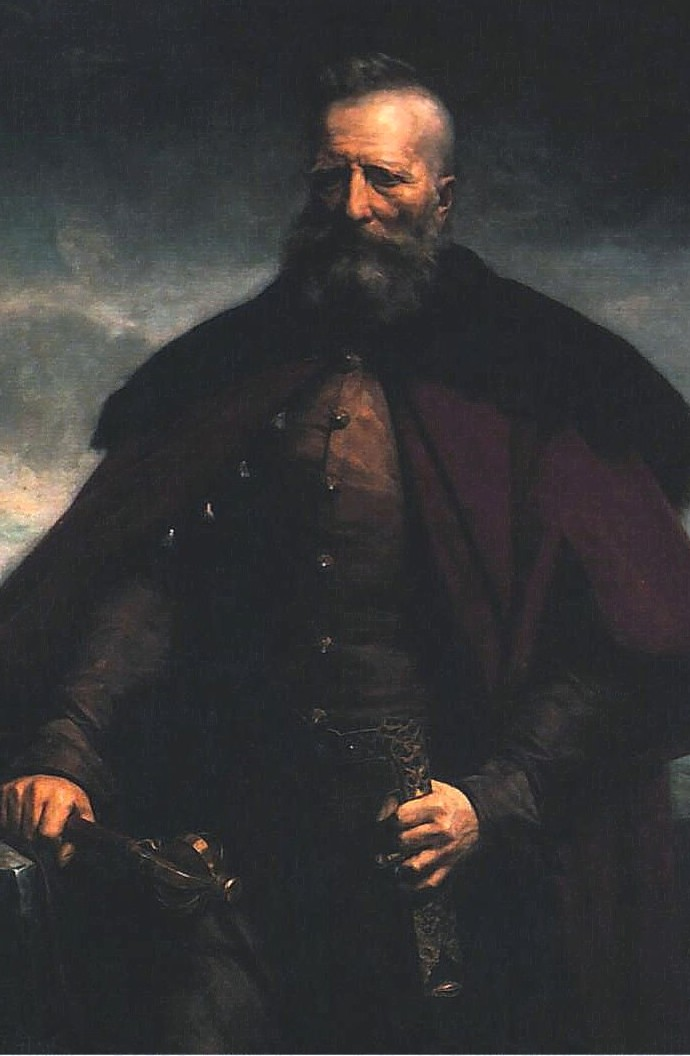
폴란드-리투아니아 연방의 헤트만 얀 카롤 코드키에비츠.

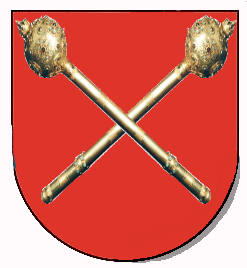
헤트만 문장

헤트만(hetman)은 15세기부터 18세기에 걸쳐 폴란드 왕국, 우크라이나, 리투아니아 대공국과 3국의 연합체인 폴란드-리투아니아 연방(공화국)에서 국왕 다음의 지위를 지닌 군 사령관직의 호칭이다. 17세기 후반, 우크라이나가 독립한 때에는 그 국가 원수의 칭호로써 계승되었다.
이 명칭은 이전 후스 전쟁(15세기)에서 보헤미아부터로는 체코(hejtman), 16세기부터는 우크라이나 카자크(гетьман)에서 사용하였다. Hejtman은 오늘날 체코 지역(kraj)의 선출된 총독을 가리키는 말이다. Hejtman은 또한 폴란드에서는 체스 여왕을 가리키는 말이다.

## 어원
헤트만이란 언어 자체는 오래전 옛 독일어의 하우프트만(Hauptmann)에서 파생된 것이라고 생각되고, 하우트(Haupt)가 "머리(head)" 혹은 "main", 만이 "사람"(Man)을 각각 의미하고 있다. 하우프트만은 중세에는 일반적인 군사관계의 칭호에 불과하고, 그대로 "우두머리"(captain)이라는 의미가 있었으나, 현재의 감각으로는 "장군"(general)에 가까운 의미로 사용되고 있다. 독일어 "하우프트만"이 폴란드-리투아니아 공화국의 "헤트만"에서 파생되었다는 의견도 있으나, 가능성은 낮다. 물론 그 이전의 수세기에 걸쳐 폴란드와 프로이센 국가는 접촉을 계속했었고, 군사어 및 행정어 등의 분야에서 서로 영향을 주고 받은 것으로 알려져 있다.

## 폴란드 및 리투아니아
최초 폴란드 왕국의 헤트만 직은 1505년 창설되었다. 헤트만의 칭호를 빌린 것은 폴란드 군의 지휘권을 내려주고, 1581년까지 헤트만 지위는 중요한 전역이 없는 전쟁때에만 설치되는 비상직이었다. 그러나 그 후, 헤트만은 폴란드 왕국 및 폴란드-리투아니아 연방의 칭호체계에 들어가게 되어, 상설직으로 그 성격이 변했다. 폴란드와 리투아니아 양국에서 대(大)헤트만(헤트만 빌키)과 야전헤트만이 설치되었기 때문에 언제나 3~4명의 헤트만이 존재했다. 1585년 이후, 헤트만직은 반역행위를 하지 않는 한 삭탈하는 일 없이 평생 직위를 잇고, 국왕 다음의 통수권을 장악한 자로써 극단적인 상황에서는 얀 카롤 코드키에비치(Jan Karol Chodkiewicz)의 경우엔 죽음의 병석에서까지 문서로 군을 지휘하는 사태에 빠지기도 했다. 국왕이 폐위권을 갖고 있지 않는 상황은 헤트만들이 국왕에게서 분립되는 경향이 생겼고, 실제 헤트만들은 각자 독자적인 정책 등을 추진했다. 이 시스템은 국왕이 무능하고 헤트만이 매우 유능한 상황에서는 유효한 체제를 쌓을 수 있었으나, 1648년 미코와이 포트츠키(Mikołaj Potocki)의 경우 그 관계가 역전되는 상황에서는 비극적인 결과를 초래하기도 했다(대홍수 시대). 군주에게 있어서 군사령관의 머리를 교체하는 일이 생기는 주변 여러나라와 비교한 상황에서 공화국의 헤트만직은 이색적인 존재라고 할 수 있다.
헤트만직은 1776년 개혁에 의해 그 권력을 제한받았고, 1795년 제3차 폴란드 분할과 동시에 폐지되었다.

## 우크라이나의 헤트만

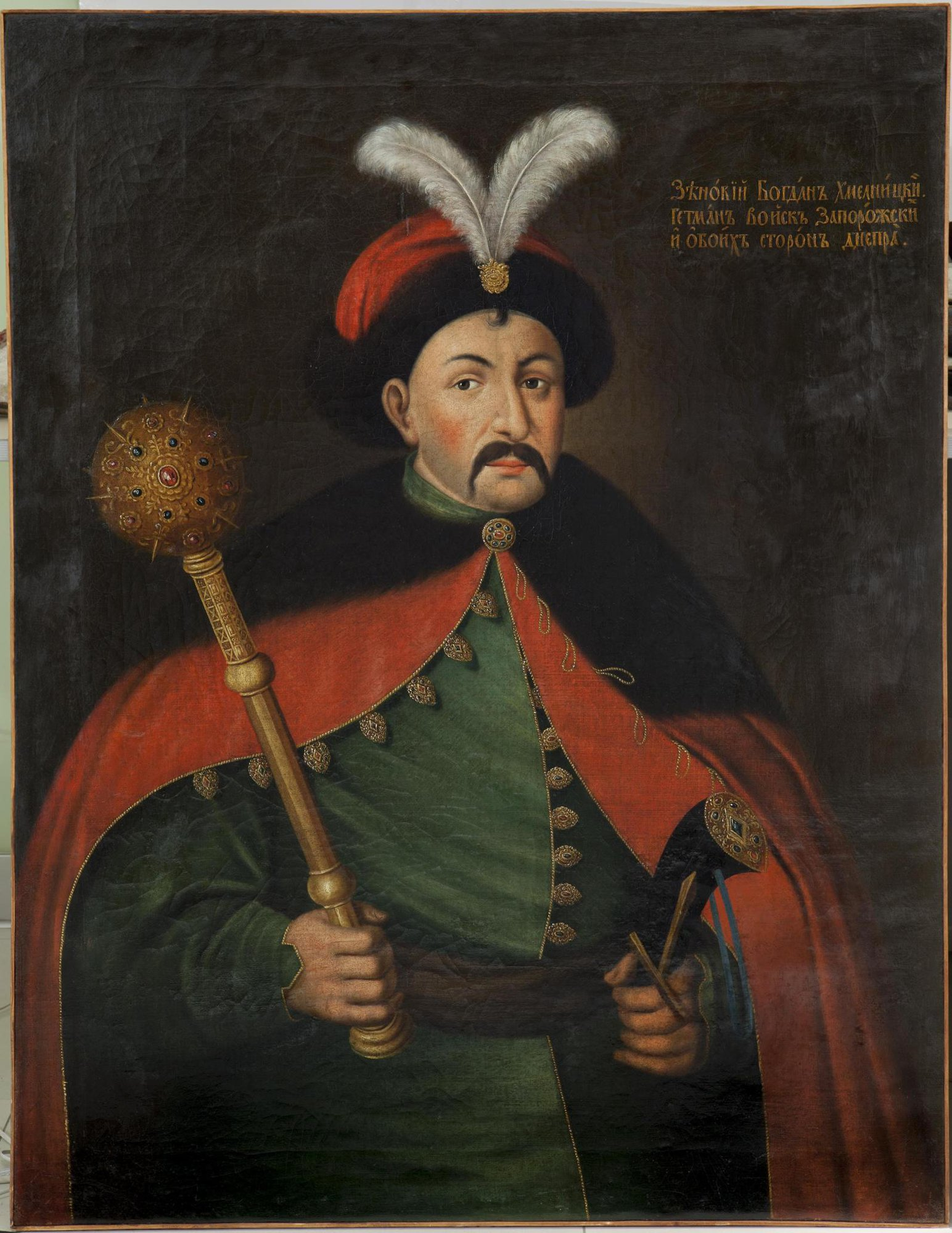
우크라이나 헤트만 보흐단 흐멜니츠키

16세기 말, 자포리자(Zaporizhian)의 카자크들의 수령은 키슈의 오터만(Christof Kosynsky)이 아닌 헤트만의 칭호로 불리었다(예로서 최초 자포로지아 헤트만 크리슈토프 코신키(Christof Kosynsky)). 1572년에는 헤트만은 폴란드-리투아니아 연방의 등록 카자크군(Registered Cossack Army (우크라이나어: Реєстрове козацьке військо)의 사령관이 되었다. 1648년 보흐단 흐멜니츠키(Bohdan Khmelnytsky)의 반란이 일어난 이후, 이땅의 헤트만은 모든 우크라이나의 수장, 말하자면 헤트만 국가의 통치자를 의미하는 것이 되었다. 선거에 의해 선출되었음에도 불구하고, 우크라이나의 헤트만은 카자크 수장국의 우두머리로서 강력한 권력을 휘둘렀고, 최고사령관인 동시에 최고입법권자였다. (다만 국가의 조직화의 상황에서는 의론의 여지가 있다).
1667년 폴란드-러시아 사이에서 안드루소보 조약(Treaty of Andrusovo)이 체결되어, 우크라이나가 드네프르강 연안으로 분할되자, 우크라이나의 카자크들은 우안 카자크(폴란드 주권하)와 좌안 카자크(러시아 주권하의 헤트만 국가)로 나뉘게 되었다.
러시아 제국령의 좌안에서는 카자크 헤트만직은 1764년, 예카테리나 2세에 의해 폐지되었다. 최후의 자포로제군의 마지막 헤트만(우크라이나의 헤트만의 정식칭호)는 1751~1764년에 걸쳐 그 지위에 있던 크리로 로스모우시키(Kyrylo Rozumovsky,1728년-1803년)가 갖고 있었다.
헤트만의 칭호는 우크라이나가 혁명기를 맞은 1917년부터 1920년 사이 부활되었다. 1918년 초엽, 보수적인 친독파 세력이 사회민주주의계의 우크라이나 중앙 라다(Central Rada)가 지휘하는 우크라이나 인민 공화국 정부를 전복시키고, "모든 우크라이나의 헤치만"(Hetman of Ukraine)을 칭호하는 파우로 스코로파드시키(Pavlo Skoropadsky) 장군을 국가 원수로 하는 군주제 국가를 세웠다. 하지만 이 우크라이나국은 그 해 말 우크라이나 인민 공화국의 새로운 지도부 "디레크트리야"(Directory)에 의해 멸망당하게 된다.

## 같이 보기
- 하트만
- 부라와